# Шато дьо Лош
Шато дьо Лош (на френски: Château de Loches) е замък в регион Център, Франция, основан през 9 век. Построен на 500 m над река Индр и град Лош от Хенри II, граф на Анжу, впоследствие достроен от неговия син Ричард Лъвското сърце, замъкът принадлежи на графовете на Анжу от 886 до 1205, когато френският крал Филип II Август го отнема от английския крал Джон. От средата на 13 век до времето на Шарл IX служи за резиденция на френските крале.